# Улица Плеханова (Калуга)
Улица Плеханова — улица в историческом центре Калуги, проходит от улицы Труда до улицы Космонавта Комарова.

## История
Современная улица включила в себя три прежние — Проломную, Успенскую, Серебряковскую. Современное название в память русского революционера Георгия Плеханова (1856—1918), данное с установлением советской власти, первоначально это имя носила только часть современной улицы до современной Театральной улицы, участок до Георгиевской улицы носил имя Бебеля, далее — Гарибальди.
На улице расположено (д. 88) одно из старейших сохранившихся в городе гражданских строений. Кафе «Мираж» на улице (д. 80, угол с улицей Пушкина) считается наследием советской эпохи

## Достопримечательности
д. 26 — Дом Толмачёвых (1814 год)

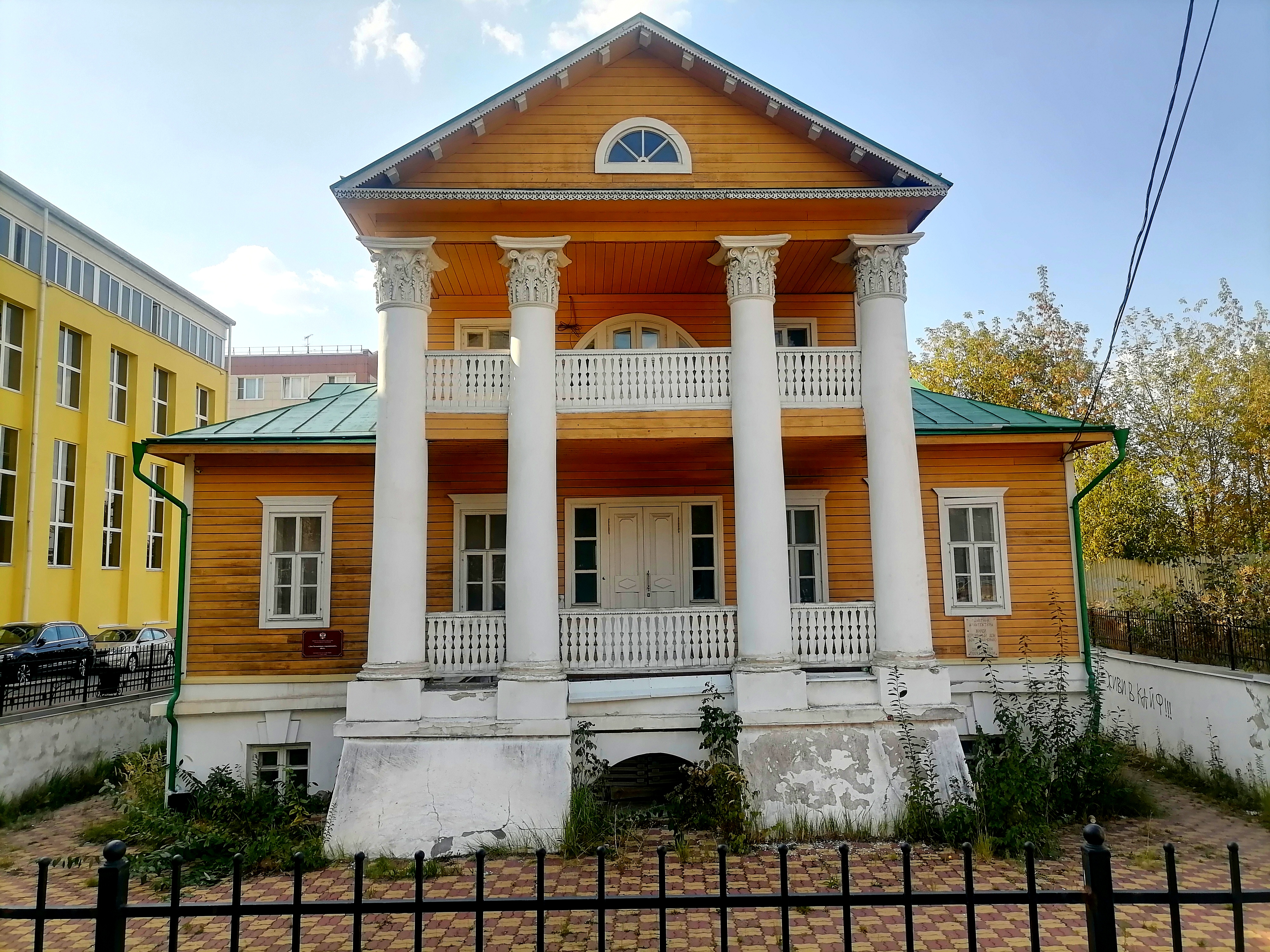
Дом Толмачёвых

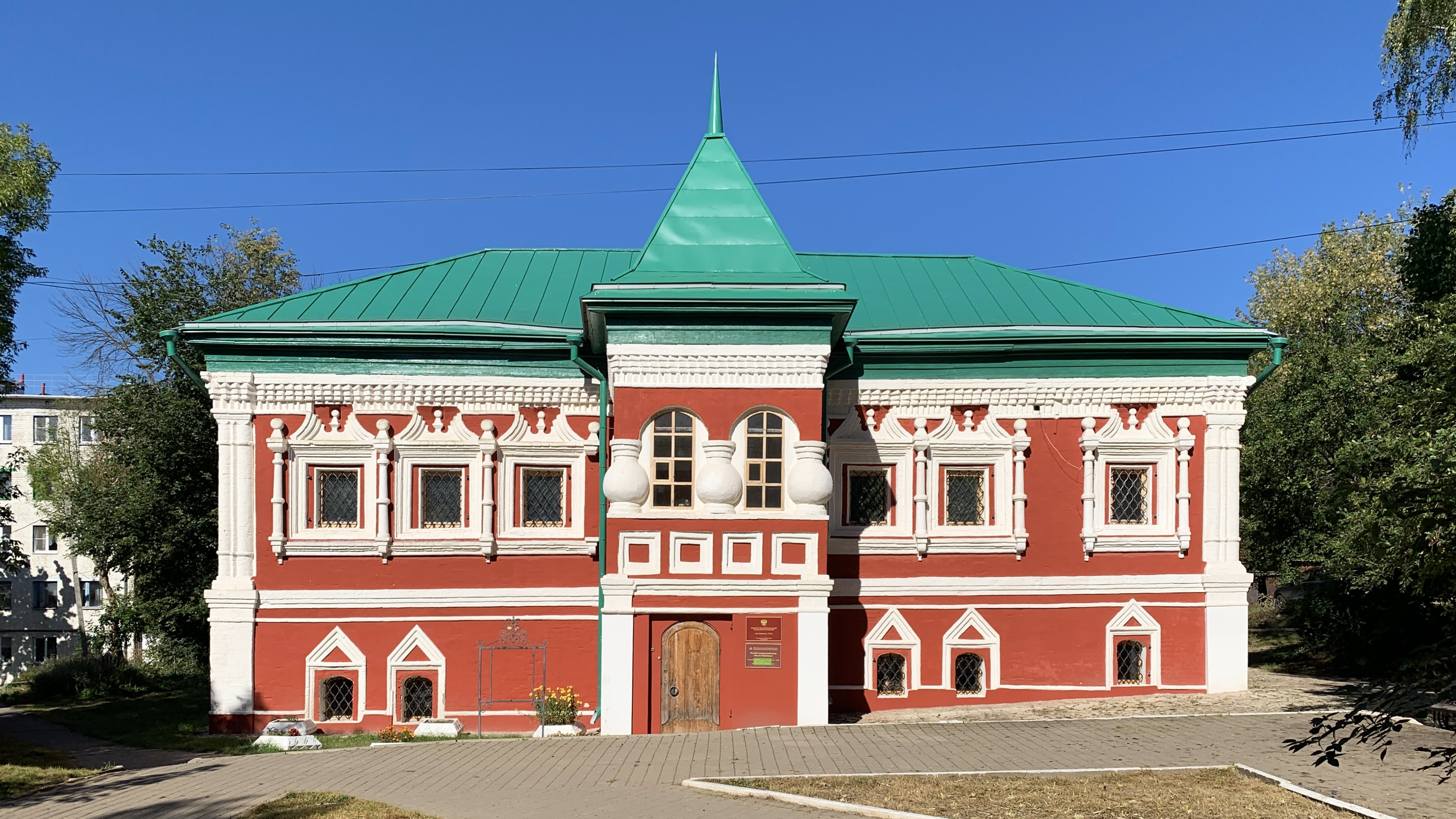
Палаты Коробовых.

д. 67 — Церковь Успения Пресвятой Богородицы
д. 73 — Дом жилой (конец XVII — начало XVIII веков)
д. 74 — Здание магазина (начало XX века)
д. 77 — Жилой дом (конец XIX века)
д. 86 — Дом жилой (середина XVIII — начало XIX веков)
д. 88 — Палаты Коробова

## Известные жители
д. 86 — Иван Сергеевич Аксаков
в доме Васильева рядом с Успенской церковью проживал отбывавший в Калуге ссылку (с 1899 по 1901 годы) в будущем видный деятель Советского государства А. В. Луначарского (1875—1933).

## Улица в кинематографе
В пятиэтажном доме, расположенном по адресу улица Плеханова, 94, живёт главный герой фильма «Белый Бим Чёрное ухо», Иван Иванович. Рядом с этим домом располагается известный памятник архитектуры Калуги — каменные палаты Коробова, часто попадающие в кадр.